# Henrique de Borgonha, conde de Portucale
Henrique de Borgonha, conhecido em Portugal por Conde D. Henrique (Dijon, 1066 – Astorga, 22 de maio de 1112), foi conde de Portucale desde 1096 até à sua morte.
Pertencia à família ducal da Borgonha, sendo filho de Henrique, herdeiro do duque Roberto I com Sibila da Borgonha, e irmão dos também duques Odo I e Hugo I. Sendo um filho mais novo, D. Henrique tinha poucas possibilidades de alcançar fortuna e títulos por herança, tendo por isso aderido à Reconquista da Península Ibérica. Ajudou o rei Afonso VI de Leão a conquistar o Reino da Galiza, recebendo como recompensa pelos seus serviços casamento com a filha ilegítima do monarca, Teresa de Leão. Alguns anos mais tarde, em 1096, D. Henrique recebeu de Afonso VI o Condado Portucalense, que lhe assim passava a prestar vassalagem directa. O rei de Leão pretendeu assim limitar o poder do conde Raimundo de Borgonha, casado com Urraca de Leão.
Henrique morreu a 22 de Maio de 1112, tendo sido sepultado na Sé de Braga. Seu filho D. Afonso Henriques sucedeu ao pai e tornou-se o segundo conde de Portucale em 1112. No entanto, o jovem Afonso Henriques rebelou-se contra a sua mãe em 1128, que pretendia manter-se no governo do condado. Afonso passou a intitular-se "Rei dos portugueses" em 1140, independente de Leão, recebendo o reconhecimento oficial de Leão em 1143 através do tratado de Zamora e do Papado em 1179 através da Bula Manifestis probatum.

## Biografia

### Ambiente familiar
Nascido em 1066, em Dijon, o conde D. Henrique era o filho mais novo de Henrique de Borgonha, filho do duque Roberto I, por sua vez filho do rei Roberto II de França. Dois dos seus irmãos mais velhos, Hugo I e Odo I, herdaram o ducado. Apesar de sua mãe, chamada Sibila, aparecer em genealogias tradicionais como filha dos condes de Barcelona, Berengário Raimundo I e sua esposa Gisela de Lluçà, esta filiação não aparece em documentos medievais e Sibila provavelmente foi a filha de Reinaldo I e, portanto, irmã do pai de Raimundo de Borgonha, que de acordo com essas filiações, seria um primo em primeiro grau de Henrique.
Uma das suas tias paternas era a rainha Constança, esposa do rei Afonso VI de Leão, e um tio-avô era Hugo, abade de Cluny, irmão de sua avó Hélia de Semur, e uma das personalidades mais poderosas e reverenciadas do seu tempo. Sua família ostentava um grande poder e dominava várias cidades no reino da França, como Chalon, Auxerre, Autun, Nevers, Dijon, Mâcon e Semur. Ele era também um primo distante do Papa Calisto II.

### Chegada ao Reino de Leão

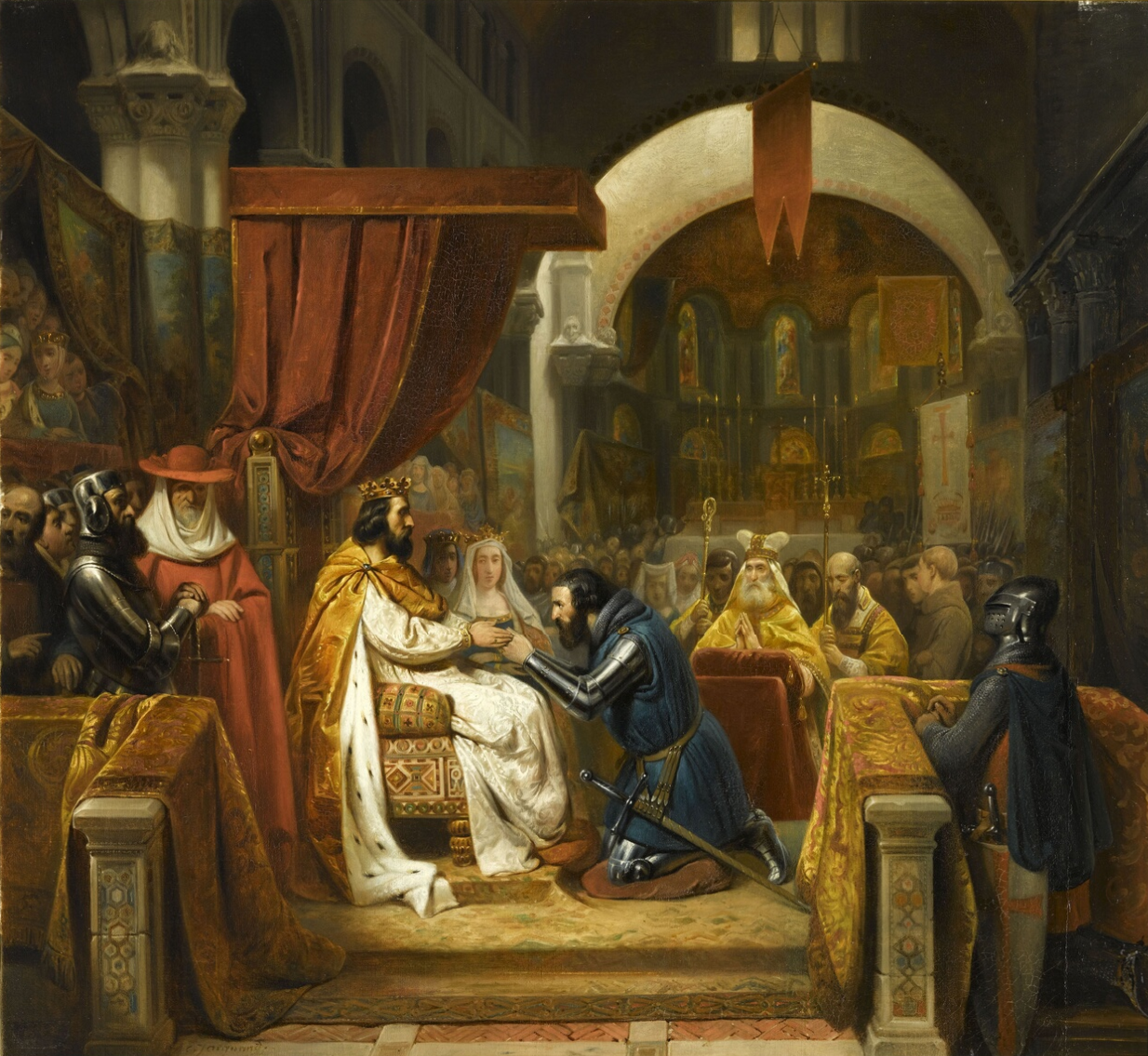
Afonso VI de Leão e Castela entrega o Condado Portucalense a D. Henrique em 1096

Após a derrota das tropas cristãs na batalha de Zalaca, travada a 23 de outubro de 1086, o rei Afonso VI pediu auxílio aos cristãos do outro lado dos Pirenéus nos primeiros meses do ano seguinte, chamada a que responderam muitos nobres e cavaleiros franceses, entre eles Raimundo de Borgonha, os seus primos-irmãos, o duque Odo e Henrique de Borgonha, assim como Raimundo de Saint-Gilles. Apesar das alegações de que Henrique chegara na primeira expedição em 1087, a sua presença na Península só é atestada a partir de 1096, quando aparece confirmando os forais de Guimarães e de Constantim de Panóias. Em 1 de outubro de 1096 e em 19 janeiro de 1097, o conde Henrique  é mencionado em documentos como conde de Tordesilhas.
Três destes nobres franceses contraíram matrimónio com filhas do rei Afonso VI: Raimundo com a infanta Urraca, que sucedeu seu pai no trono leonês; Raimundo de Saint-Gilles com Elvira Afonso; e Henrique de Borgonha com Teresa de Leão, filha, tal como sua irmã Elvira, nascida da relação extraconjugal de Afonso VI com Ximena Moniz.

### Pacto com o seu primo, o conde Raimundo da Borgonha
Entre o primeiro trimestre de 1096 e o final de 1097 o conde Raimundo, ao ver a sua influência reduzida na corte, acordou com o seu primo Henrique de Borgonha, que ainda não tinha sido nomeado governador de Portugal, a partilha do poder, o tesouro real e o apoio mútuo. Através desta aliança, que teve a aprovação do abade Hugo de Cluny, parente de ambos, Raimundo "prometia sob juramento a seu primo Henrique entregar o reino de Toledo e um terço do tesouro real quando Afonso VI morresse". Se ele não pudesse entregar o reino de Toledo, ele daria a Galiza. Henrique, por sua vez, comprometeu-se a ajudar Raimundo a obter "todos os domínios do rei Afonso e dois terços do tesouro".

### Conde de Portugal
O rei Afonso VI parece ter tido conhecimento do acordo entre D. Henrique e D. Raimundo e, para contrariar a iniciativa dos seus dois genros, nomeou Henrique conde da região que se estende desde o rio Minho até ao rio Tejo, que até então era governada pelo Conde Raimundo. Este viu o seu poder reduzido apenas ao governo da Galiza.

### Aliança com Afonso I de Aragão

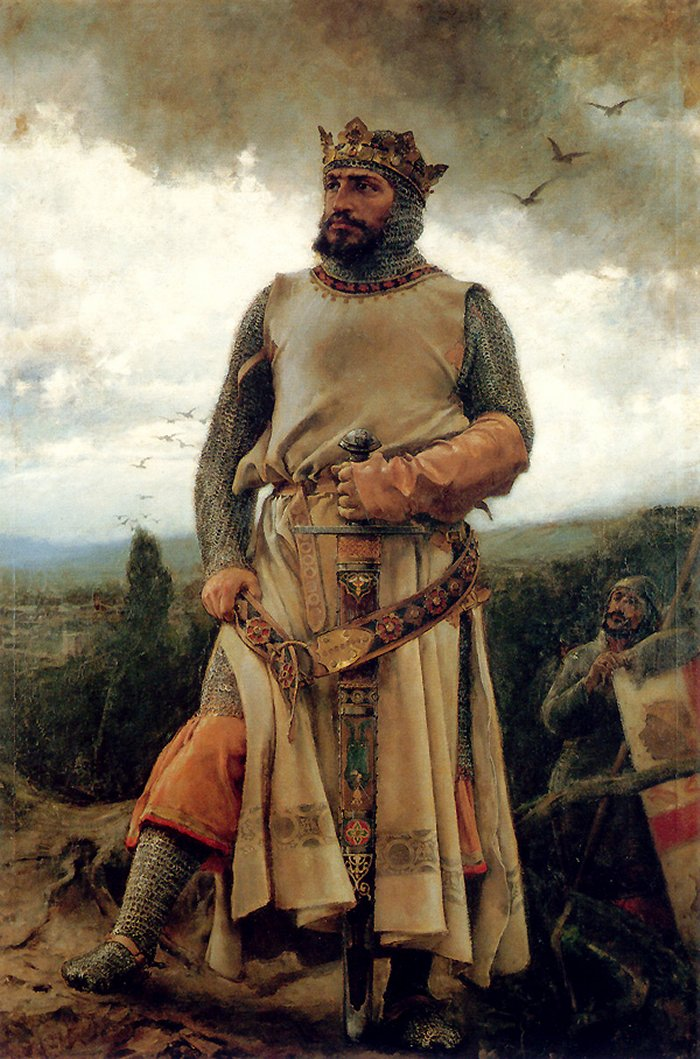
O rei Afonso I de Aragão, pintura oitocentista.

Por questões políticas e estratégicas, após enviuvar a rainha Urraca de Leão — meia irmã de Teresa de Leão — casou-se com Afonso I de Aragão. 
Pouco antes da sua morte, o rei Afonso VI de Leão zangou-se com D. Henrique e este partiu para França a fim de recrutar mercenários que lhe permitissem disputar o trono ao sogro.
Quando D. Afonso VI de Leão faleceu em 1109, sucedeu-lhe a filha D. Urraca, casada com o rei Afonso de Aragão. D. Henrique acordou com o rei de Aragão uma divisão equitativa dos territórios conquistados aos mouros e em conjunto derrotaram as tropas do rei muçulmano de Saragoça. D. Urraca já tinha, no entanto, um filho herdeiro nascido de D. Raimundo, o que deu azo a disputa política na Corte leonesa entre os apoiantes de D. Afonso de Aragão, nomeadamente o conde D. Henrique, e os que defendiam os direitos do filho de D. Raimundo, Afonso VII, nomeadamente os galegos, castelhanos e leoneses, que temiam perder influência na Corte e direitos para os aragoneses.
Na Batalha de Candespina, o experiente D. Henrique e o rei de Aragão derrotaram as tropas leonesas, castelhanas e galegas partidárias de Afonso VII de D. Urraca, a 26 de Outubro de 1110.

### Aliança com Leão
Na sequência da batalha de Candespina D. Henrique foi contactado por alguns nobres afectos à causa de D. Afonso VII e D. Urraca e persuadido a juntar-se ao partido leonino, tendo-lhe sido prometido em troca da chefia do exército, a cidade de Zamora, o castelo de Ceia, entre outras benesses. O conde D. Henrique passou então a assinar como conde de Portugal, Zamora e Astorga, tal como se lê num documento assinado em Sahagún em Dezembro de 1111.
Agora associado à rainha, ambos cercam o castelo de Penafiel, ao qual o rei D. Afonso de Aragão se havia recolhido assim que soube da deserção de D. Henrique. Pouco depois do pacto firmado com D. Henrique, D. Urraca preparava já a conciliação com D. Afonso de Aragão e procurava evitar que a cidade de Zamora fosse efectivamente entregue ao conde de Portugal.

### Morte

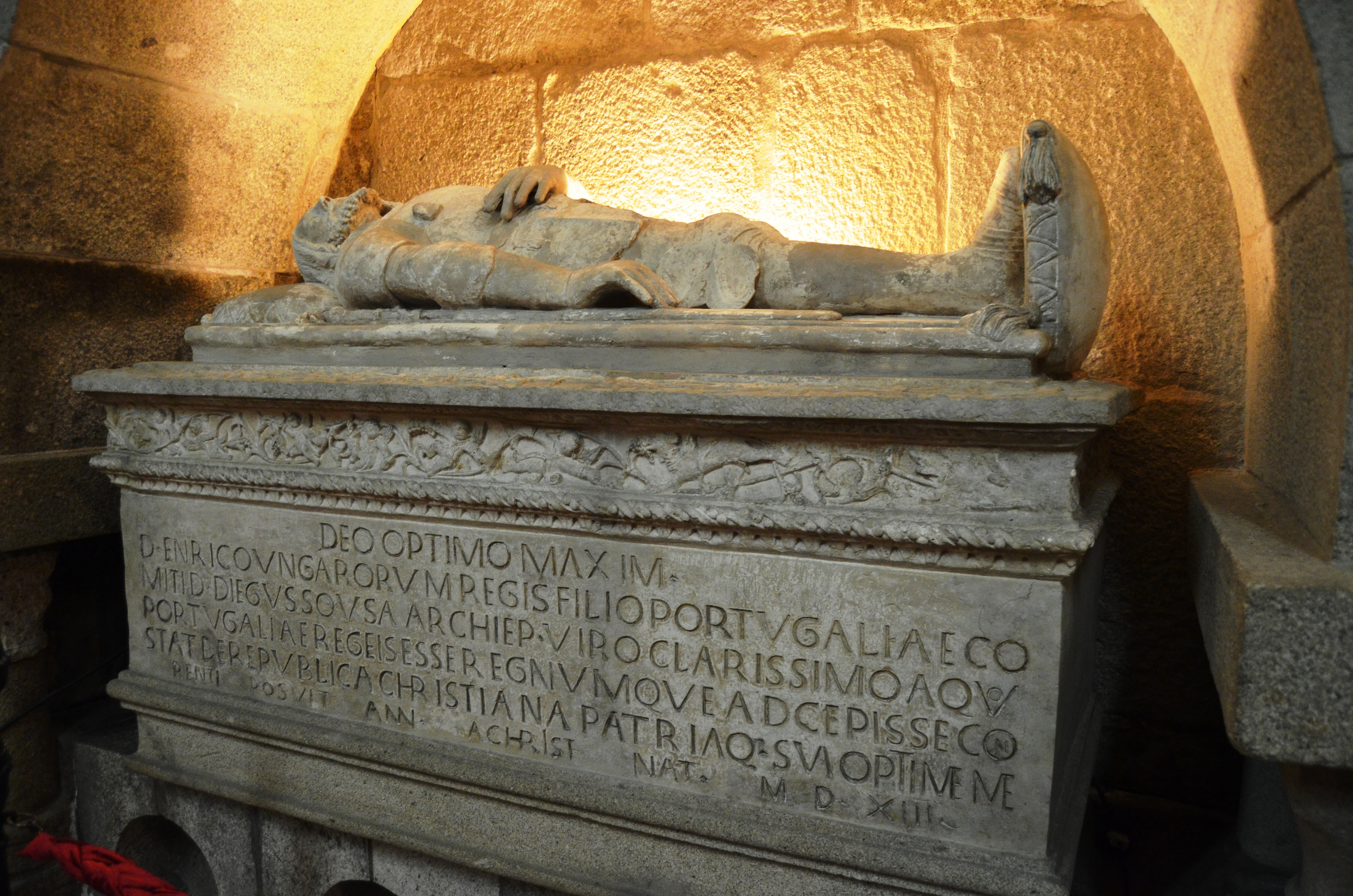
Túmulo do Conde D. Henrique na Sé de Braga

D. Henrique morreu em Astorga  a 22 de maio de 1112. O seu corpo foi transferido, como havia ordenado, para a cidade de Braga, onde foi sepultado na capela-mor da catedral que tinha fundado.
Após a sua morte, Teresa governou o condado durante a menoridade do futuro Afonso I de Portugal, que tinha apenas três anos de idade à data da morte do pai.

## Legado
O conde D. Henrique foi o líder de um grupo de cavaleiros, monges e clérigos de origem francesa que exerceram uma grande influência na Península Ibérica e impulsionaram muitas reformas e a implementação de instituições transpirenaicas, como os costumes cluniacenses e o rito romano. Essas pessoas ocuparam postos eclesiásticos e políticos relevantes, o que provocou uma forte oposição durante os últimos anos do reinado de Afonso VI.

## Genealogia

### Descendência

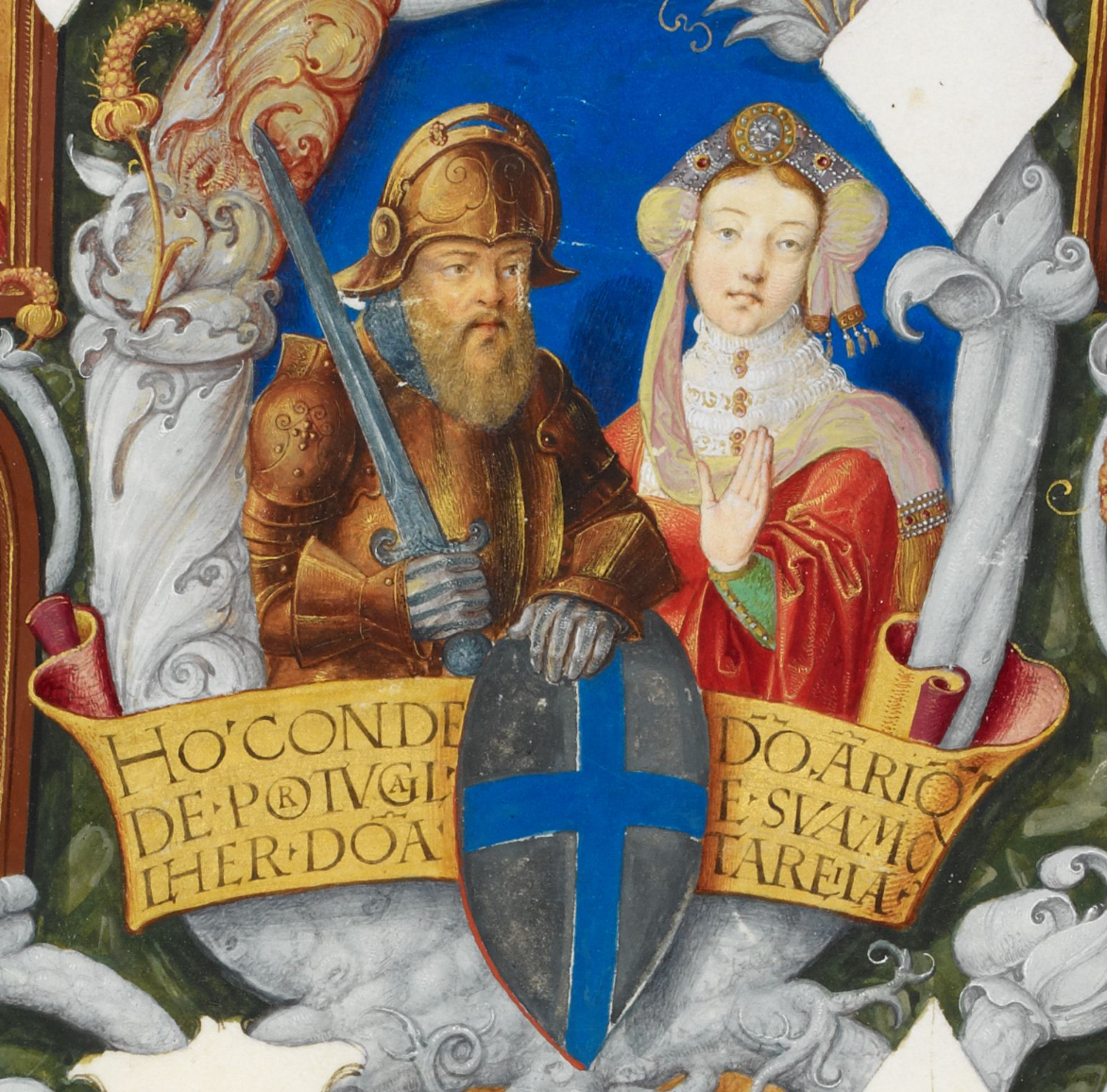
Henrique de Borgonha, Conde de Portucale e Teresa de Leão, em iluminura da Genealogia dos Reis de Portugal (1530-1534)

Casou-se com Teresa de Leão antes de 18 de dezembro de 1095. Deste matrimónio nasceram:
- Urraca Henriques (ca. 1095[23]–depois de 1169); casou-se com o conde galego Bermudo Peres de Trava, filho do conde Pedro Froilaz, com descendência;[24]
- Sancha Henriques (ca. 1097[23]–1163), casou-se com Sancho Nunes de Celanova[25] de quem teve sucessão, e depois de enviuvar, com Fernão Mendes de Bragança II, senhor de Bragança, sem descendentes deste casamento;[26]
- Teresa Henriques (nasceu ca. 1098);[23]
- Afonso Henriques (1109[27]–1185), primeiro rei de Portugal, casado com Mafalda de Saboia.[28]

Alguns historiadores atribuem a D. Henrique a paternidade de um filho ilegítimo de nome Pedro Henriques ou Pedro Afonso, (m. 1165), monge no Mosteiro de Alcobaça onde foi sepultado.